# Rusták
(Ar-)Rusták (arabsky الرستاق‎ ) je ománské město a také vilájet (územní správní celek) v guvernorátu Jižní al-Batína. Počet obyvatel vilájetu dosáhl v roce 2003 čísla 74 124. Nachází se v západní části pohoří al-Hadžar a leží 150 kilometrů od guvernorátu Maskat. K významným památkám se řadí pevnosti Rustak a al-Hazm. Tradičními produkty jsou zlatá a stříbrná bižuterie, potraviny, kožené výrobky a výrobky z proutí z palmových listů.